# Kojkilantjärnen
Kojkilantjärnen är en sjö i Torsby kommun i Värmland och ingår i Göta älvs huvudavrinningsområde.
Kojkilantjärnen ligger i Danshallmyren Natura 2000-område.